# Antonio Labriola

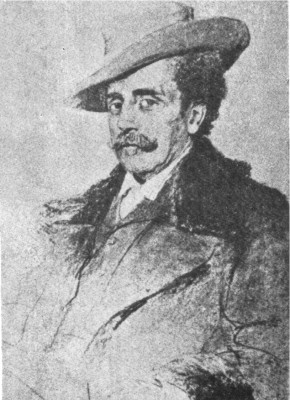
Antonio Labriola.

Antonio Labriola (Cassino, 2 de julio de 1843-Roma, 12 de febrero de 1904) fue un filósofo italiano, masón y teórico del marxismo. Aunque nunca fue miembro de ningún partido político, permaneciendo como filósofo académico, su pensamiento influyó a muchos teóricos políticos italianos de principios del siglo XX, entre los cuales destacan Benedetto Croce, fundador del Partido Liberal Italiano, y Antonio Gramsci, fundador del Partido Comunista Italiano.

## Biografía
Labriola nació en Cassino y era hijo de un maestro. En 1861 se inscribió en la Universidad de Nápoles, donde fue alumno de Bertrando Spaventa. Después de graduarse permaneció en Nápoles y se hizo profesor. Durante este periodo desarrolló un interés por la Filosofía, la Historia y la Etnografía. A inicios de los años ’70 incursionó en el periodismo y sus escritos de la época expresan puntos de vista liberales y anticlericales. 
En 1874 Labriola fue nombrado profesor de filosofía en la Universidad de Roma, recinto donde pasaría el resto de su vida para enseñar, escribir y debatir. Aunque era crítico del liberalismo desde 1873, su acercamiento al marxismo fue gradual y no expresó explícitamente un punto de vista socialista hasta 1889. Fue padre de Teresa Labriola.

## Pensamiento
Esquemáticamente, podemos subdividir el recorrido filosófico y político de Labriola en tres diferentes momentos: antes que nada fue propugnador del idealismo hegeliano (influenciado por Bertrando Spaventa, del cual fue alumno en Nápoles); sucesivamente, podemos distinguir una fase señalada por el rechazo al idealismo en nombre del realismo herbartiano, y por último, el momento de la maduración, en el cual se adhiere plenamente al marxismo. 
La aproximación de Labriola al marxismo está importantemente influenciado por Hegel y Herbart, por lo que fue más abierta que la aproximación de marxistas ortodoxos como Karl Kautsky. Él vio al marxismo como una esquematización final y autosuficiente de la historia, pero sobre todo como una colección de indicadores para entender las relaciones humanas. Era necesario que estos indicadores fuesen en alguna manera imprecisos si el marxismo quería considerar la complejidad de los procesos sociales y la variedad de fuerzas operantes en la historia. El marxismo debía ser entendido, por tanto, como una teoría ‘crítica’, en el sentido que ésta no dicta verdades eternas y que está lista para desechar las propias convicciones si la experiencia demuestra otra cosa. Su descripción del marxismo como filosofía de la praxis volvería a aparecer en los Cuadernos de la cárcel de Gramsci.

## Obras principales
- Contra el regreso a Kant, 1862.
- Sócrates, 1871 .
- Ensayos sobre la concepción materialista de la historia:
  - En memoria del Manifiesto de los comunistas, 1895.
  - Sobre el materialismo histórico. Dilucidación preliminar, 1896.
  - Discurriendo sobre socialismo y filosofía. Cartas a G. Sorel, 1897.
  - De un siglo al otro, 1901 (incompleto).